# Делијаш
Делијаш је насељено мјесто у Босни и Херцеговини, у општини Трново (Сарајево), која припада ентитету Федерација Босне и Херцеговине. На попису становништва 1991. у њему је живјело 175 становника

## Становништво
| Националност | 1991. |
| Муслимани    | 174   |
| Срби         | 0     |
| Хрвати       | 0     |
| Југословени  | 0     |
| остали       | 1     |
| Укупно       | 175   |